# Tipula (Sinotipula) gothicana
Tipula (Sinotipula) gothicana is een tweevleugelige uit de familie langpootmuggen (Tipulidae). De soort komt voor in het Nearctisch gebied.